# Kita-Nord
Kita-Nord est une commune rurale malienne de l'arrondissement central de Kita, dans le cercle de Kita, et la région de Kita. Elle a pour chef-lieu la localité de Sibikily.

## Villages
La commune s'étend sur 8 localités relevées lors du recensement général de 2009. 
Les villages les plus peuplés sont :
- Minsincourouba (2 215 habitants) ;
- Toumoudala (1 962 habitants) ;
- Dialafara (1 710 habitants).

Le chef-lieu communal Sibikely compte 1 189 habitants.